# Desde mi cama con amor
Desde Mi Cama Con Amor (From My Bed With Love) es el segundo álbum de la cantautora mexicana Lolita de la Colina grabado y publicado en 1974. Fue lanzado al mercado bajo el sello discográfico Tico Records. En el mismo año, la firma Fania Records adquirió Tico Records añadiéndole a su catálogo de música tropical. 
El álbum fue censurado en México, por las letras audaces que Lolita de la Colina empezaba a expresar en sus canciones. Los directores de los sellos discográficos estaban en contra de grabar sus temas, ya que la radio prohibía su exhibición al público. Cantantes como Olga Guillot interpretando Me Muero... Me Muero..., Flor de Loto con En Un Cuarto de Hotel, Palmenia Pizarro con Una Noche Por Mes y Chucho Avellanet con La Copia, fueron de los pocos que se atrevieron a grabar dichos temas sin temor a la repercusión con las compañías discográficas.

## Lista de canciones
| Desde Mi Cama Con Amor |                                   |                     |          |  |
| N.º                    | Título                            | Escritor(es)        | Duración |  |
| 1.                     | «Dicen Que Estamos Enamorados»    | Lolita de la Colina | 1:50     |  |
| 2.                     | «Poema de Los Dos Nuevos Amantes» | Lolita de la Colina | 3:50     |  |
| 3.                     | «Me Muero.. Me Muero...»          | Lolita de la Colina | 2:42     |  |
| 4.                     | «La Copia»                        | Lolita de la Colina | 2:53     |  |
| 5.                     | «Camas Gemelas»                   | Lolita de la Colina | 2:50     |  |
| 6.                     | «En Un Cuarto de Hotel»           | Lolita de la Colina | 3:40     |  |
| 7.                     | «Desde Ayer»                      | Lolita de la Colina | 2:57     |  |
| 8.                     | «Cruce La Frontera»               | Lolita de la Colina | 2:05     |  |
| 9.                     | «Una Noche Por Mes»               | Lolita de la Colina | 2:30     |  |
| 10.                    | «Hoy Te Vengo a Buscar»           | Lolita de la Colina | 3:55     |  |

## Créditos y personal
- Productor: Joe Cain
- Arreglos y Dirección: Charlie Palmieri, Joe Cain, Tito Puente
- Guitarra eléctrica: Vinnie Bell
- Percusión Latina: Cándido
- Vibráfonos y percusiones: Tito Puente
- Órgano, piano: Charlie Palmieri
- Ingeniero (Recording): Jeff Lesser
- Ingeniero (Remixing): Michael DeLugg
- Diseño y Fotografía: John Dentato